# Yag La (köpinghuvudort i Kina, Tibet Autonomous Region, lat 31,89, long 93,78)
Yag La (kinesiska: 亚拉, 亚拉镇) är en köpinghuvudort i Kina. Den ligger i den autonoma regionen Tibet, i den sydvästra delen av landet, omkring 350 kilometer nordost om regionhuvudstaden Lhasa. Antalet invånare är 9 785. Befolkningen består av 4 721 kvinnor och 5 064 män. Barn under 15 år utgör 31 %, vuxna 15-64 år 63 %, och äldre över 65 år 5,0 %.
Runt Yag La är det mycket glesbefolkat, med 6 invånare per kvadratkilometer. Närmaste större samhälle är Zaindainxoi, 11,4 km väster om Yag La. Trakten runt Yag La består i huvudsak av gräsmarker.
Genomsnittlig årsnederbörd är 970 millimeter. Den regnigaste månaden är juni, med i genomsnitt 224 mm nederbörd, och den torraste är december, med 5 mm nederbörd.